# 洞窟の比喩

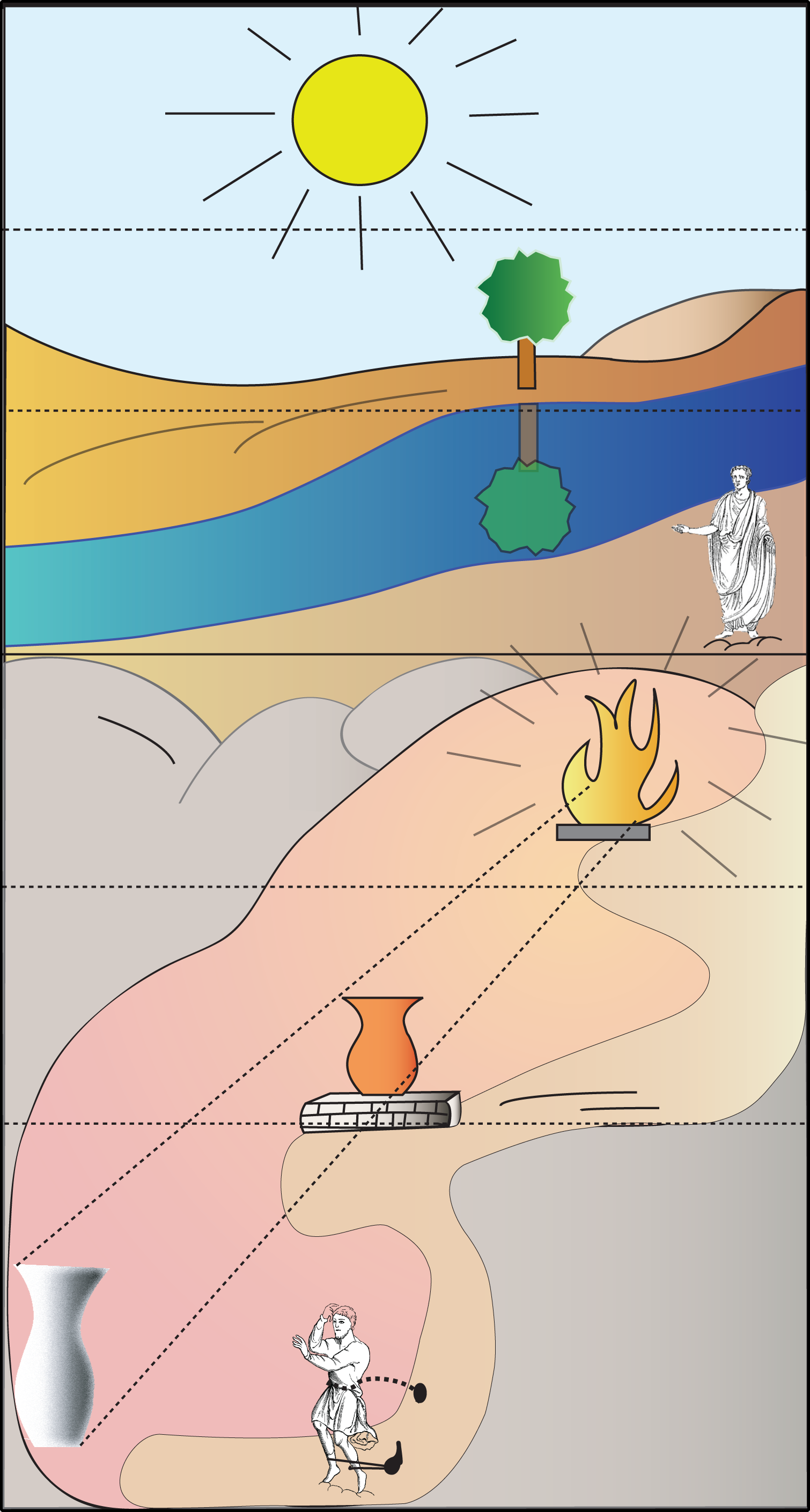
縛られ壁に向き合った人々は、影だけを見てそれを実体だと思い込んでいる。

洞窟の比喩（どうくつのひゆ）、あるいは、洞窟の寓話（どうくつのぐうわ、英: allegory of the cave）は、古代ギリシアの哲学者プラトンが『国家』第7巻で用いた、「善のイデア」を説明するためのメタファー（比喩）/アナロジー（類比）/アレゴリー（寓話）である。
内容としては、前段で述べられる「太陽の比喩」と「線分の比喩」を総合したもの。

## 『国家』第7巻の記述
……地下の洞窟に住んでいる人々を想像してみよう。明かりに向かって洞窟の幅いっぱいの通路が入口まで達している。人々は、子どもの頃から手足も首も縛られていて動くことができず、ずっと洞窟の奥を見ながら、振り返ることもできない。入口のはるか上方に火が燃えていて、人々をうしろから照らしている。火と人々のあいだに道があり、道に沿って低い壁が作られている。……壁に沿って、いろんな種類の道具、木や石などで作られた人間や動物の像が、壁の上に差し上げられながら運ばれていく。運んでいく人々のなかには、声を出すものもいれば、黙っているものもいる。……

## 解説
洞窟に住む縛られた人々が見ているのは「実体」の「影」であるが、それを実体だと思い込んでいる。「実体」を運んで行く人々の声が洞窟の奥に反響して、この思い込みは確信に変わる。同じように、われわれが現実に見ているものは、イデアの「影」に過ぎないとプラトンは考える。